# 黑木山

古邦巴素县行政图

黑木山是马来西亚吉打州古邦巴素县的边境城镇，坐落在马泰边界，设有马来西亚与泰国之间最繁忙的陆路通关口岸。泰方对应的口岸位于沙道县丹诺（Ban Danok）。

## 交通网络
黑木山是南北大道与马来西亚联邦1号公路的北端终点，这两条交通动脉纵贯马来半岛，南起柔佛州新山（毗邻新加坡关卡）。此处与泰国碧甲盛路（4号公路）衔接，可直达曼谷。该镇北距吉隆坡476公里，南离亚罗士打（吉打首府）48公里，最近城镇为南向8公里处的樟仑，因地理位置比合艾靠近而成为了北马居民的购物天堂。

## 歷史
黑木山的歷史始於1824年暹羅軍隊攻打吉打的時候。根據當地民眾的說法，黑木山的名字最初是由暹羅軍隊在山上休息時命名的。根據這個故事，暹羅軍隊在襲擊吉打的路上在一座小山休息上並在那裡定居，接著前往吉打。他們在那裡用了一根木做勺子來煮飯。米飯煮熟後卻變成黑色，暹羅軍隊感到非常奇怪並試圖找出為什麼米飯會變成黑色。調查過後發現原來是剛剛的勺子造成。他們調查該木材的來源，並在該木被發現的地方時發現樹木周圍都是黑色的。該樹為 Komoi 樹。所以這就是為什麼黑木山在泰語被稱為 Kuan Mhai Dam。
暹羅戰敗後，馬來人開始在黑木山周圍建立村莊，主要是農業活動同時也透過邊境出售他們的農產品。後來因人口的增加也慢慢發展為一個小鎮。同時也造就了吉打州和暹羅的貿易。
然而在馬來亞緊急狀態下，黑木山在1948年被迫完全關閉，因為共產主義活動的興起。所有居民，警察和海關都被指示搬到樟侖也不允許留在黑木山。導致黑木山回到了森林狀態。
1972年，黑木山由吉打州經濟發展局重新開放，並在當地開設了一個橡膠莊園（Ladang Rakyat Laka Temin）。此時，黑木山的名字已經丟失，取而代之的是Laka Temin。橡膠莊園的開啟導致Laka Temin人口增長。 1981年，Laka Temin的名字改回黑木山，並且在城市規劃局的批准下，黑木山被稱為黑木山鎮直到現在。

## 边境通关

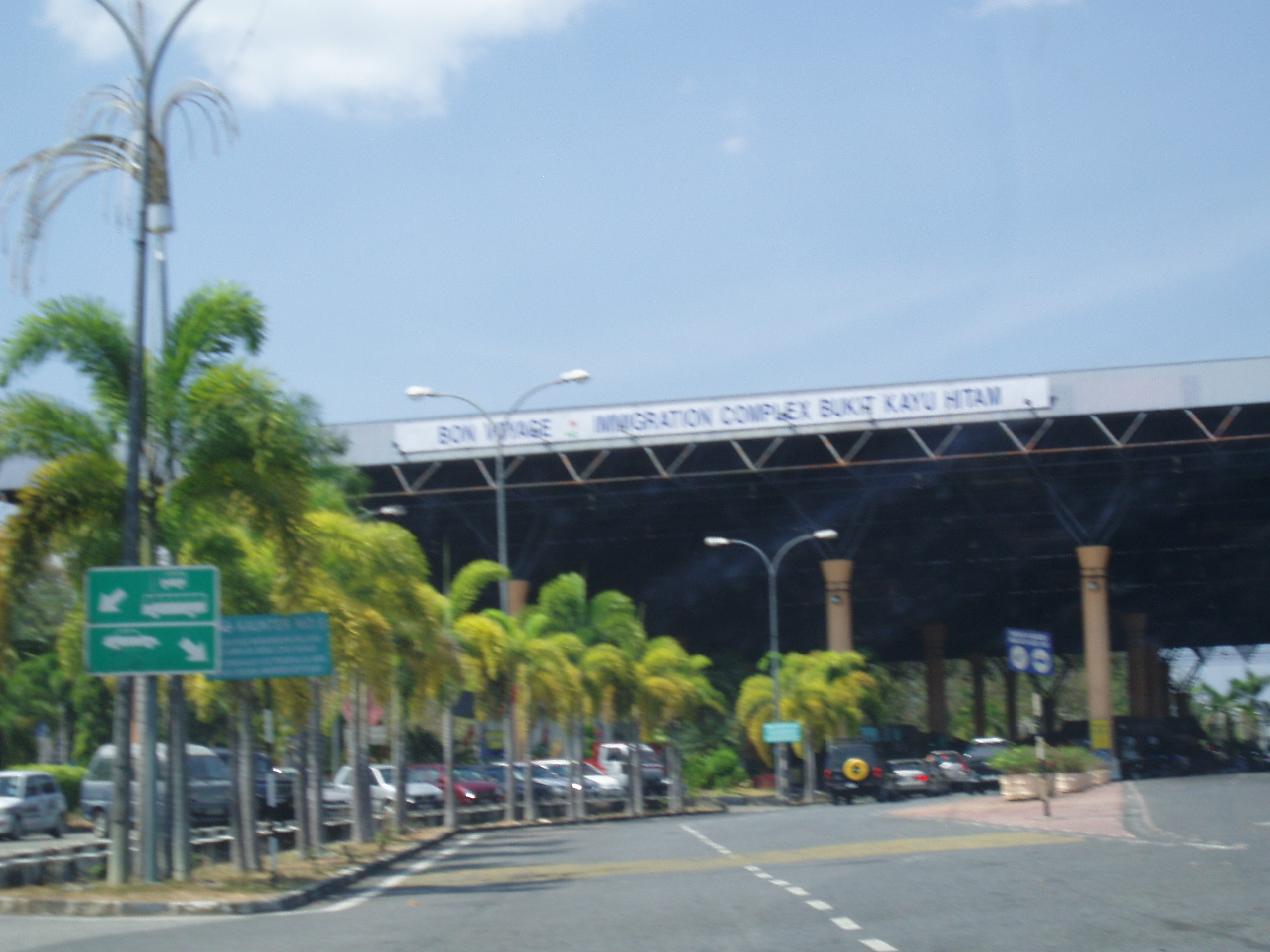
扩建前的旧通关口岸

黑木山海关、移民、检疫与安全综合检查站（ICQS）设于实际边界以南800米处，泰方对应的检查站则位于边界北侧的丹诺镇（Ban Danok）。该口岸于2017年11月1日启用耗资4.25亿令吉的新通关设施，由北方门户基建有限公司承建，配备轻型车辆快速通关车道、重型车辆双重安检通道、货物扫描仪、地磅系统及动植物检疫冷库，有效提升跨境物流效率。
口岸运营时段方面，轻型车辆每日通关时间为06:00至24:00（对应泰国时间05:00至23:00），货运车辆则自2019年6月18日起实施24小时通关试运行政策，此项措施旨在促进跨境贸易便利化。当碰上周末或假期间，关卡通关程序预计需排队超过一小时。
位于两国检查站之间的"自由区免税中心"（The Zon Duty Free Complex）提供跨境购物服务，马来西亚公民可免通关手续进入该区域，但携带免税商品返回时将受海关查验并补征税款。免税区后方建有黑森林高尔夫乡村俱乐部，作为边境地带的休闲设施。从免税区至实际边界的过渡地带设有军方哨站，对过往人员实施随机证件抽查以强化边境管控。

## 图集

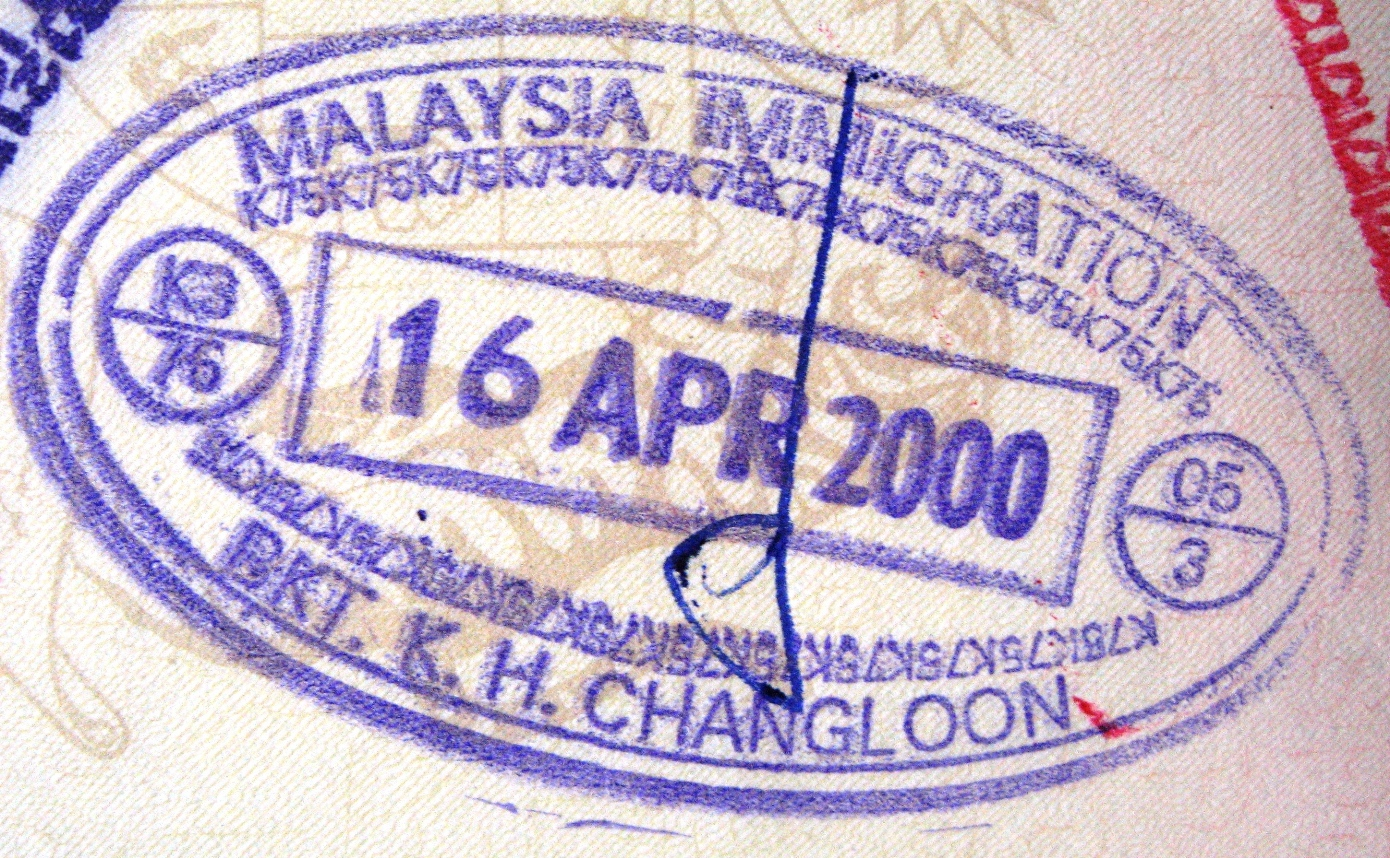
马来西亚公民入境蓋章
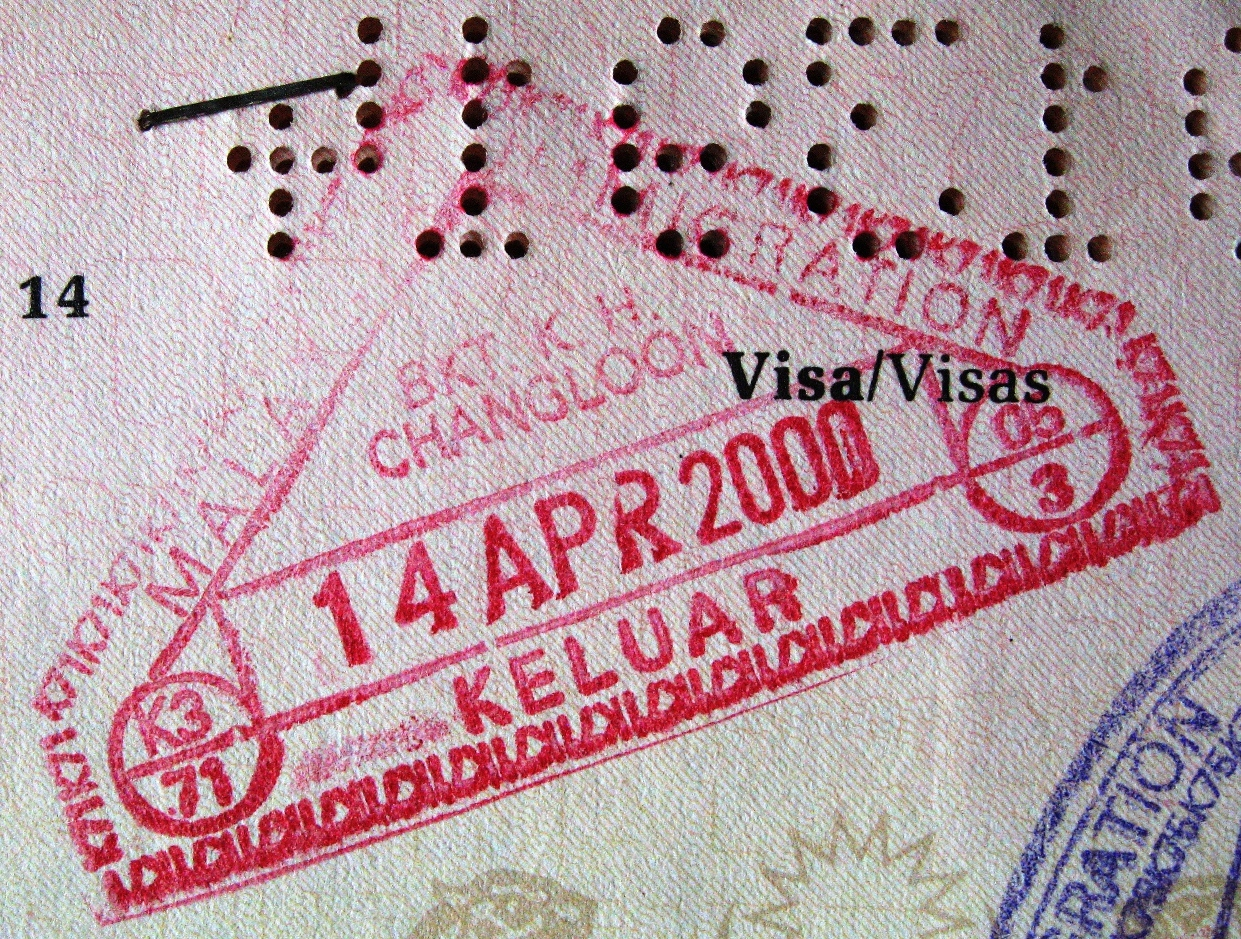
黑木山出境蓋章
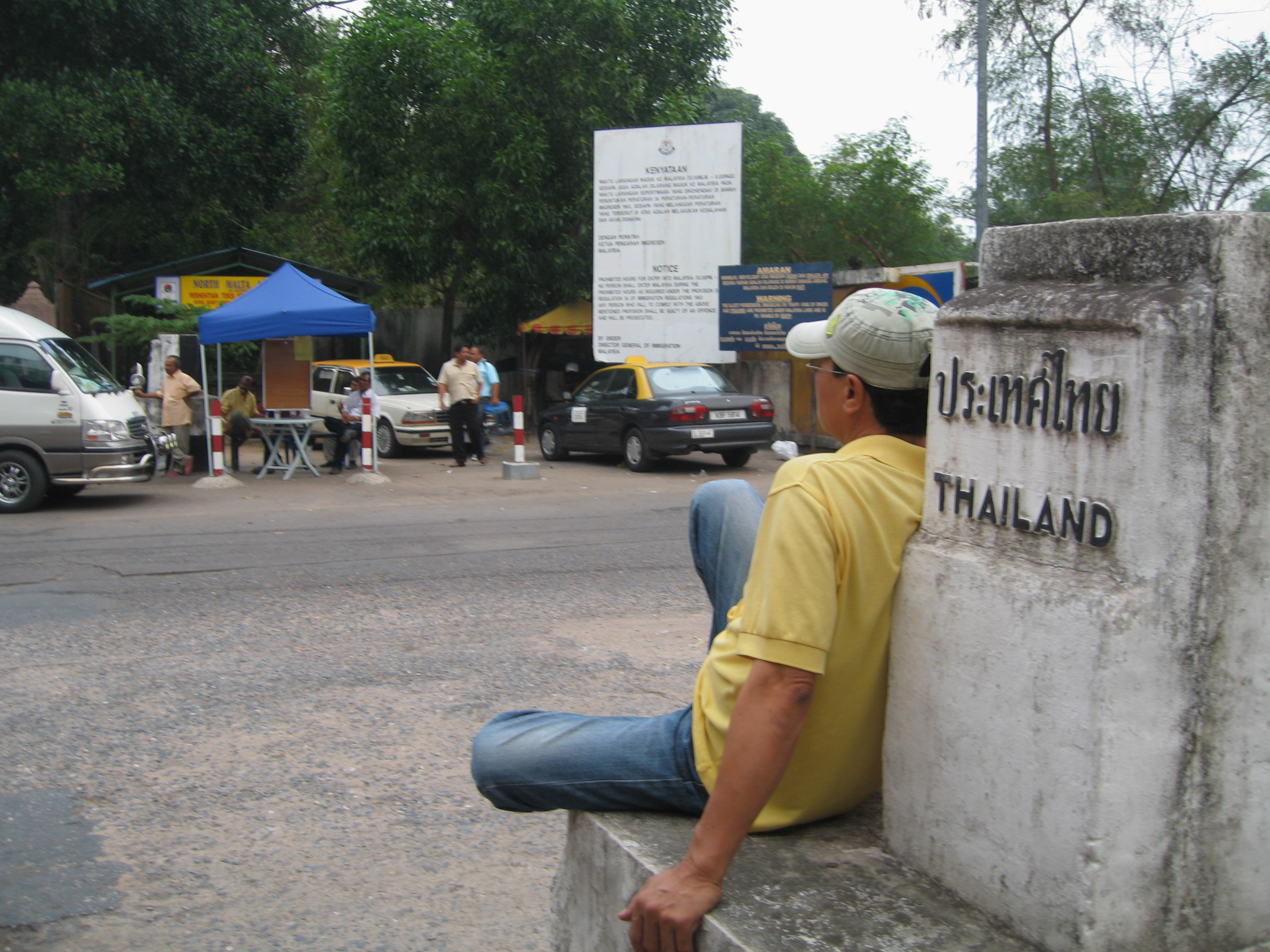
马泰界碑（望向黑木山方向）